# Herbert Weinrich
Herbert Weinrich (* 27. April 1932 in Berlin) ist ein ehemaliger deutscher Radrennfahrer und nationaler Meister im Radsport.

## Sportliche Laufbahn
Weinrich begann mit dem Radsport im Verein Möve Britz in Berlin. Er wurde bereits mit 19 Jahren Berufsfahrer und gab sein Debüt beim Sechstagerennen in Berlin 1951 an der Seite von Heinz Ziege (dem Bruder von Otto Ziege, der später Sportlicher Leiter des Rennens in Berlin wurde). Zuvor hatte er als Straßenfahrer mit dem dritten Platz beim Rennen Rund um Berlin 1948 bereits auf sich aufmerksam gemacht. Insgesamt fuhr er 30 Sechstagerennen, am erfolgreichsten mit Heinz Zoll, mit dem er elfmal antrat. Beide wurden 1954 Dritte bei der deutschen Meisterschaft im Zweier-Mannschaftsfahren. Ein Jahr später gewannen sie dann den Titel. 1957 gingen beide für einige Rennen nach Nordamerika. In Cleveland gewannen sie 1957 ihr erstes Sechstagerennen. Weitere vordere Plätze kamen dazu. Seinen letzten Start bei diesen Rennen hatte er 1959 in New York. Beim Rennen in seiner Heimatstadt ging er sechsmal an den Start, konnte sich mit dem 6. Platz aber nicht ganz vorn platzieren.

## Familiäres
Sein Vater Karl (* 1892) war ebenfalls Radrennfahrer und später Funktionär im Radsport.